# Alfonso Pino Zamorano
Alfonso Pino Zamorano (Madrid, 23 de juny de 1972) és un exàrbitre de futbol professional. Va pertànyer al Col·legi d'Àrbitres de Castella - la Manxa.

## Trajectòria
Va començar com a àrbitre en la temporada 1987-88. El primer partit oficial com a àrbitre es va disputar a Madrid el 16 de gener de 1988, en el camp del Campamento, entre els equips CD Campamento i CD Leonesa Madrileña, amb un resultat final de 3-8, mostrant 4 targetes grogues, totes als jugadors locals.
Pino va debutar com a àrbitre professional en la temporada 1998-99, en un partit que enfrontava la SD Eibar contra l'Sporting de Gijón de la segona divisió.
El seu primer partit a primera divisió va ser el 8 de setembre de 2001 al camp del Madrigal entre els equips Vila-real CF i el CA Osasuna. Pino Zamorano posseeix el rècord d'expulsions en un mateix partit de primera divisió, amb un total de 6. El 14 de desembre de 2003, en un RCD Espanyol-FC Barcelona, que va acabar 1-3 per als blaugrana. Pino va mostrar la targeta vermella a Iván de la Peña, Toni Soldevilla i Albert Lopo de l'Espanyol, i a Phillip Cocu, Rafael Márquez i Ricardo Quaresma del Barcelona, a més de 15 targetes grogues.
Després de 6 temporades a la primera divisió, va ser descendit a la segona divisió el juliol del 2007.
Pino Zamorano, a més d'haver estat àrbitre, posseeix la titulació d'especialista universitari en direcció esportiva per la Universitat Camilo José Cela i la RFEF, i és expert universitari en direcció d'entitats esportives per la Universitat Rey Juan Carlos, FIFA i RFEF. També posseeix la titulació d'entrenador de futbol nivell II. A més de la seva formació en el món del futbol és diplomat en Fisioteràpia, sent Màster en tècniques manuals de l'aparell locomotor i expert en fisioteràpia esportiva, expert en la síndrome del dolor miofascial i fibromiàlgia.
Pel que fa als reconeixements, té la medalla de Plata al mèrit esportiu pel Govern de Castella - la Mancha.
L'1 de juliol de 2013 va ser baixa del Comitè d'Àrbitres en complir l'edat reglamentària.